# گل کلم

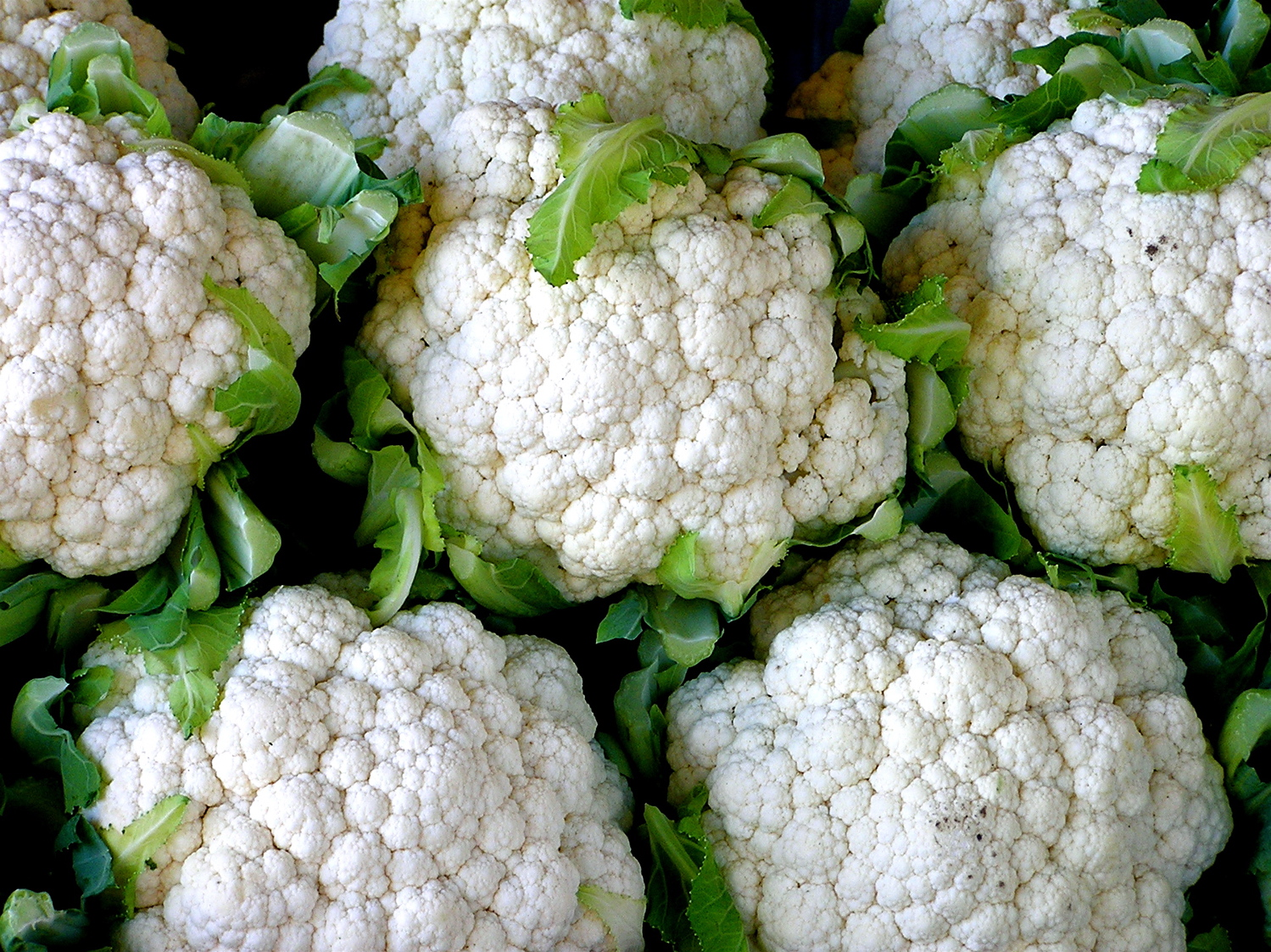
گل کلم

گل کلم (فارسی دری: گل پی) از سبزیجات می‌باشد که گل آن بیشترین استفاده را دارد و ساقه و برگ‌های آن دور ریخته می‌شود. این گیاه به واسطه بذر کشت می‌شود.

## ارزش غذایی

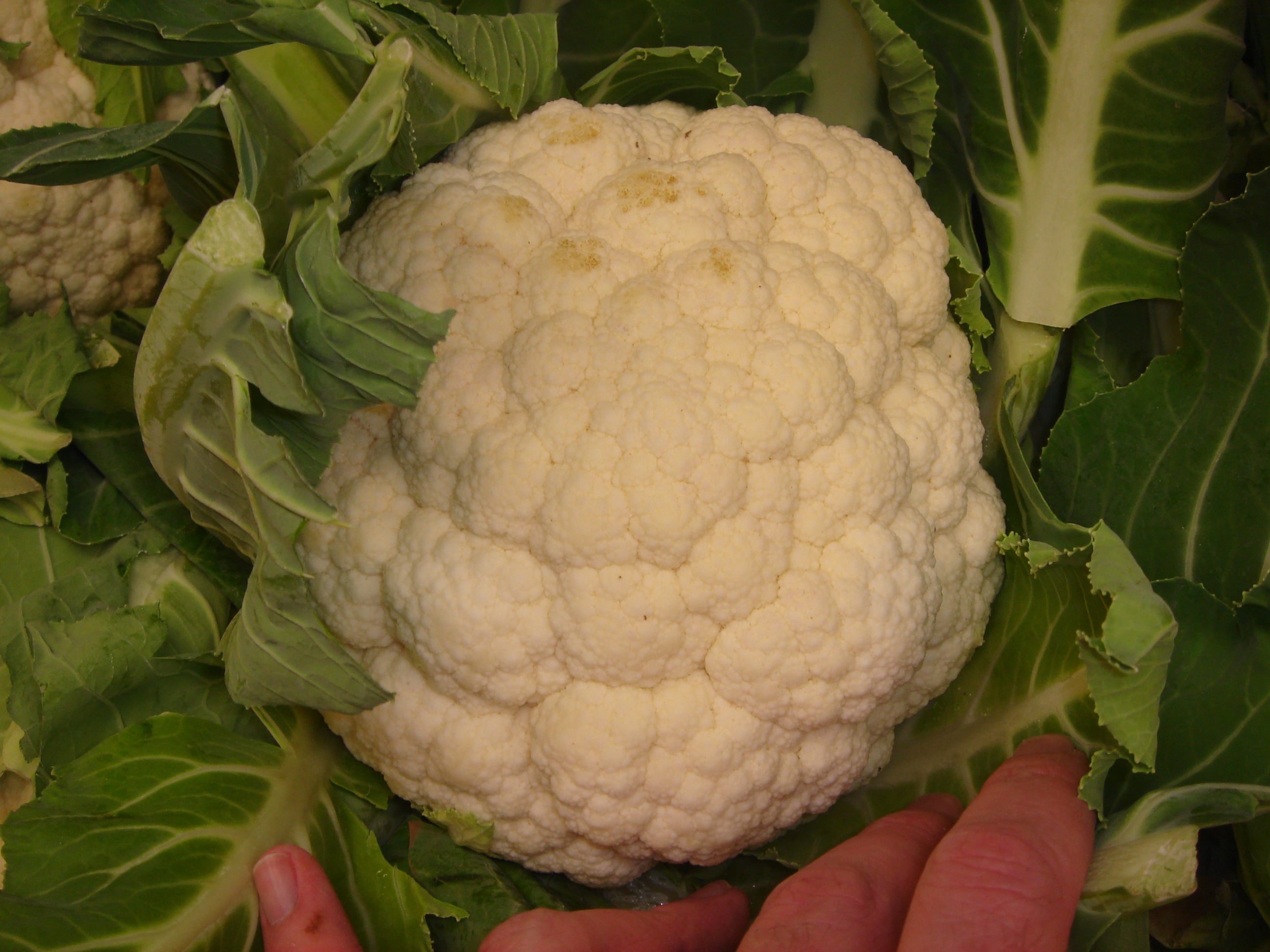
گل کلم

گل کلم دارای چربی و کربوهیدرات کمی است و پر فیبر و دارای ویتامین ب ۹، آب، و ویتامین C است.
گل کلم حاوی چند فیتوکمیکال است که برای سلامتی آدم سودمند است. سولفورافان ترکیبی است که از بدن در مقابل سرطان محافظت می‌کند
- کاروتنوئیدها[۱]
- ایندول-۳-کربینول، یک ماده شیمیایی است که موجب گسترش ترمیم DNA[۲][۳] ,

و به عنوان استروژن موجب کاهش رشد سلول‌های سرطانی می‌شود.
مصرف بالای گل کلم خطر سرطان پروستات را کاهش می‌دهد.
۱۰۰ گرم گل کلم دارای حاوی اطلاعات تغذیه‌ای زیر است. براساس USDA
- کالری: ۲۵
- چربی: ۰٫۲۸
- کربوهیدرات: ۴٫۹۷
- الیاف: ۲
- پروتئین: ۱٫۹۲

## گونه‌های گیاه‌شناسی
گل کلم و کلم بروکلی ساختارهای بسیار مشابهی دارند.

### ایتالیایی
این نوع کلم ظاهر متنوعی دارد و شامل کلم‌های سالانه و دوسالانه با رنگ‌های سفید و گونه‌های سبز، بنفش، قهوه‌ای و زرد است. این نوع کلم را اجداد سایر کلم‌ها به شمار می‌آورند.

### شمال غربی اروپا دوسالانه
برداشت این نوع کلم در زمستان و اویل بهار است و از قرن ۱۹ ام بیشتر در فرانسه کشت و برداشت می‌شود.

### شمالی اروپا سالانه
برداشت این نوع کلم در تابستان و پاییز است و از قرن ۱۸ ام بیشتر در آلمان کشت شده‌است و در شمال اروپا و آمریکای شمالی کشت و برداشت می‌شود.

### آسیا
گل کلم‌های استوایی یا آسیایی بیشتر در چین و هند کشت و برداشت می‌شود و از قرن ۱۹ در هند کشت آن توسعه یافت.

## رنگ‌ها

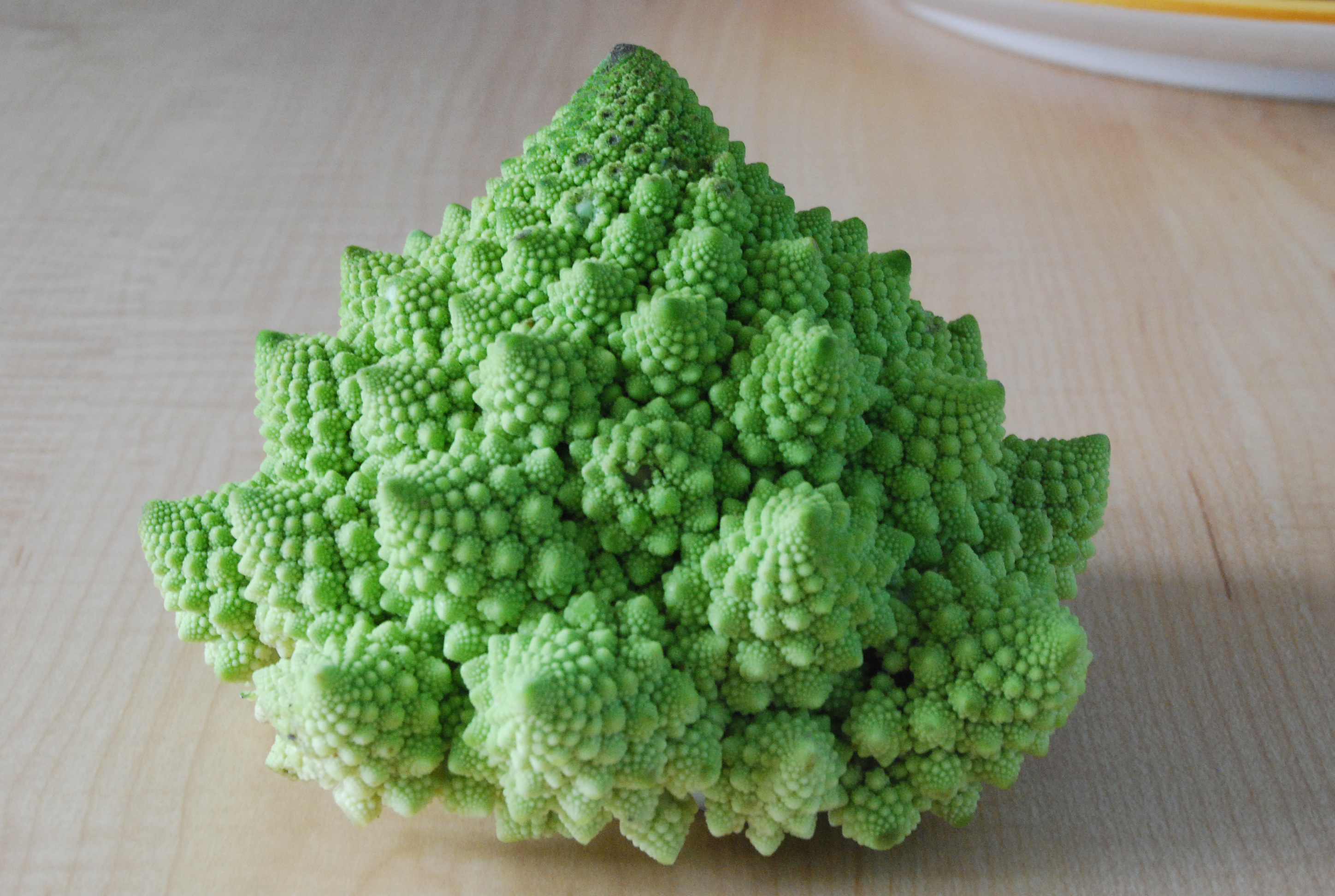
کلم رومی

### سفید
گل کلم سفید رایج‌ترین رنگ از گل کلم در سراسر جهان است.

### نارنجی
گل کلم نارنجی ۲۵ برابر نوع سفیدش دارای ویتامین آ می‌باشد.

### سبز
گل کلم سبز، نوعی دیگر از کلم است که نمونه رایج ان کلم بروکلی است.

### رنگ ارغوانی
این نوع کلم که به رنگ‌های قرمز و شرابی نیز وجود دارد
رنگ ارغوانی این نوع کلم به علت وجود آنتی اکسیدان آنتوسیانین در ان است.

## آشپزی

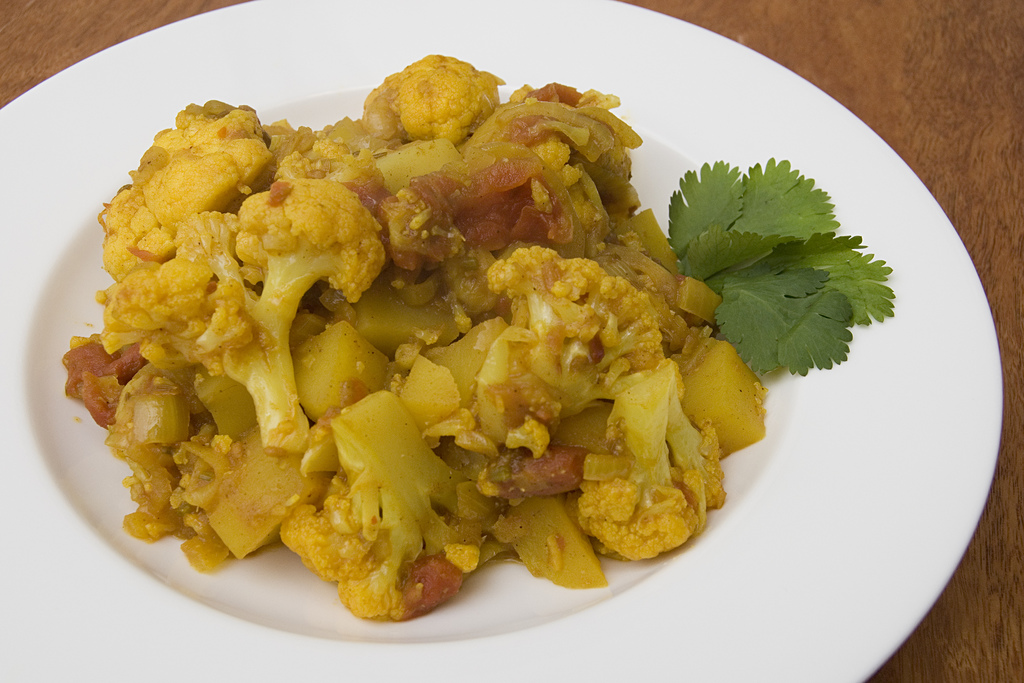
گل کلم در آشپزی

گل کلم را می‌توان سرخ شده، آب‌پز، یا بخارپز و به خام مصرف کرد. به صورت بخارپز ترکیبات ضدسرطان ان بیشتر نسبت به سرخ شده و اب پز حفظ می‌شود.
در هنگام پخت، برگ‌های بیرونی و ساقه ضخیم برداشته می‌شود. برگ نیز خوراکی هستند اما اغلب دور انداخته می‌شوند.

## بعد فراکتالی
گل کلم به خاطر بعد فراکتالی آن مورد توجه ریاضیدانان قرار گرفته است. این مقدار تقریباً ۲٫۸ حساب شده است.